# 대한민국의 중앙행정기관
대한민국의 중앙행정기관(大韓民國- 中央行政機關, 영어: central administrative agencies of the Republic of Korea) 또는 단순히 행정부(行政府, 영어: executive branch)는 국가 행정 사무를 담당하기 위하여 설치된 행정기관이다. 관할권이 전국에 미친다는 점에서 지방행정기관과 구분된다. 입법권을 행사하는 국회, 사법권을 행사하는 법원 및 헌법재판소와 함께 대한민국 정부를 구성한다.
대통령을 수반으로 하며 국무총리는 대통령을 보좌하여 행정각부를 통할하고 장관은 소관 부처를 지휘·감독하여 국회에서 법률로 정한 사안들을 집행한다.
「정부조직법」에 의하면 대한민국 행정부는 19부 3처 19청으로 구성되어 있다. 국가인권위원회와 고위공직자범죄수사처는 독립기관이다.
중앙행정기관이란 표현은 「정부조직법」 제2조 제2항에 따라 규정되어 있으며 「정부조직법」과 「방송통신위원회의 설치 및 운영에 관한 법률」, 「독점규제 및 공정거래에 관한 법률」, 「부패방지 및 국민권익위원회의 설치와 운영에 관한 법률」, 「금융위원회의 설치에 관한 법률」, 「개인정보 보호법」, 「원자력안전위원회의 설치 및 운영에 관한 법률」, 「신행정수도 후속대책을 위한 연기·공주지역 행정중심복합도시 건설을 위한 특별법」, 「새만금사업 추진 및 지원에 관한 특별법」에 의하지 않고서는 중앙행정기관을 설치할 수 없다. 다만 헌법재판소는 「정부조직법」이 다른 개별 행정기관들의 설치법보다 상위법이라고 할 수 없으므로, 어떠한 기관이 중앙행정기관인지의 여부는 설치 형식에 따라 형식적으로 결정되는 것이 아니라, 해당 기관이 실질적으로 수행하는 기능에 따라 결정되어야 한다고 판시하고 있다.

## 종류
「정부조직법」상 중앙행정기관은 부·처·청이 있다. 부(部)는 대통령 및 국무총리의 통할 하에 고유의 국가행정사무를 수행하기 위해 기능별 또는 대상별로 설치한 기관을 말하며, 처(處)는 여러 부에 관련되는 기능을 통할하는 참모적 업무를 수행하는 국무총리 소속 기관이다. 청(廳)은 부의 소관사무 중 업무의 독자성이 높고 집행적인 사무를 독자적으로 관장하기 위하여 부에 설치되는 기관이다.
이 외에도 원·실·위원회를 중앙행정기관으로서 설치할 수 있다. 원(院)은 대통령 직속 기관으로 국가 안보·안위와 관련된 업무를 수행하는 기관이며 실(室)은 대통령 또는 국무총리를 보좌하는 기관이다. 위원회(委員會)는 행정기관의 소관 사무에 대한 자문, 조정, 협의 심의 또는 의결 등을 하기 위해 복수의 구성원으로 이루어진 합의제 기관이다.
정부위원회는 행정기관위원회와 자문위원회로 구분된다. 중앙행정기관으로서의 위원회는 행정기관위원회에 해당하고 법률에 근거하여 설치하며 사무국 등 하부조직을 설치할 수 있다. 하지만 자문위원회는 대통령령에 근거하여 설치하며 원칙적으로 하부조직을 설치할 수 없다.

## 조직
중앙행정기관에는 해당 기관을 통할하는 기관장을 둔다. 보조기관으로 차관 또는 차장, 실·국장 및 과장을 두며, 필요에 따라 본부장·단장·부장·팀장 등을 둘 수 있다.
차관 또는 차장은 기관장을 보좌하여 소관사무를 처리하고 소속 공무원을 지휘·감독하며 기관장이 사고로 직무를 수행할 수 없으면 직무를 대행한다. 나머지 보조기관은 기관장, 차관 또는 차장을 보좌하여 소관 사무를 처리하고 소속 공무원을 지휘·감독한다. 부는 장관이 특히 지시하는 사항에 관하여 장관과 차관을 직접 보좌하기 위하여 차관보를 둘 수 있으며, 차관보 및 실·국장은 고위공무원단에 속하는 일반직·특정직·별정직공무원으로 보한다. 과장은 정해진 계급에 따른 일반직·특정직·별정직공무원으로 보한다.
기관장, 차관 또는 차장 및 본부·실·국장 밑에 정책의 기획, 계획의 입안, 연구·조사, 심사·평가 및 홍보 등을 관장하는 보좌기관을 둘 수 있다. 보좌기관의 장도 일반직·특정직·별정직공무원으로 보한다.
소관 사무의 범위에서 필요한 때에는 시험연구기관·교육훈련기관·문화기관·의료기관·제조기관 및 자문기관 등의 부속기관을 둘 수 있으며, 소관 사무의 일부를 독립하여 수행할 필요가 있는 때에는 행정위원회 등 합의제행정기관을 둘 수 있다.
소관 사무를 수행하기 위하여 필요한 때에는 특별지방행정기관을 둘 수 있다. 특별지방행정기관과 부속기관을 묶어서 소속기관이라 하며, 직제에 의해 설치된다.

### 하부조직
중앙행정기관의 하부조직은 대통령령인 직제와 총리령·부령인 직제시행규칙으로 규정한다. 직제는 소관 업무, 실·국의 분장 업무, 직위의 계급, 공무원의 종류별·계급별 정원에 대해 규정하며, 직제시행규칙은 과의 분장 업무, 직위의 직급, 공무원의 종류별·직급별 정원, 특별지방행정기관의 관할 구역, 개방형 직위에 대해 규정한다.
차관보는 전문적 지식과 경험을 활용하여 정책의 입안·기획·조사·연구 등을 통하여 장관과 차관을 직접 보좌하며 하부조직을 따로 둘 수는 없다. 해당 기관의 업무 전반에 대한 종합적인 기획·조정과 기획재정·행정관리·규제개혁법무 및 정보화 등에 관하여 기관장과 차관 또는 차장을 보좌하기 위하여 기획조정실장 또는 기획조정관을 둘 수 있다.
보좌기관으로 국을 둔다. 이 때 소관 업무를 성질이나 양에 따라 수 개로 분담하여 수행할 필요가 있으며, 업무의 한계가 분명하고 업무의 독자성과 계속성이 있을 때에는 실을 둔다. 실·국의 보좌기관으로 과를 두며 3급 또는 4급 공무원으로 보한다.

### 조직관리지침
매년도 정부조직의 관리·운영 방침과 다음 연도의 기구 개편안 및 소요 정원안의 작성에 필요한 기준 등 부처별 실제 조직 운영의 세부기준·방향을 규정한 지침을 조직관리지침이라 한다. 행정안전부 장관이 매년 3월 말까지 해당 연도의 행정조직의 관리·운영방침에 관한 기준을 정한 후에 국무총리의 승인을 얻어 각 부처에 통보한다.
조직관리지침에 따른 하부조직과 소속기관의 설치 기준은 다음과 같다.
- 실: 2개 정책관 및 3개 과 이상의 경우 설치가 가능하다. 다만, 정책관의 수는 3개 이내로 과의 수는 12개 이내로 함을 원칙으로 한다.
- 국: 4개 과 이상의 경우 설치가 가능하다. 원칙적으론 하위조직으로 심의관을 둘 수 없지만 인력·기구의 규모가 일반적인 국의 2배 수준(최소 6과 이상)이고 별도의 국으로 분리·설치하기 어려운 경우에는 둘 수 있다.
- 과: 정원은 10명 이상을 원칙으로 하되, 최소 7명 이상이어야 한다.
- 의사결정의 신속성과 효율성을 위해 차관까지의 결재단계는 최대 4단계로 한다.

### 조직정원관리
중앙행정기관은 업무의 양·성질 등을 고려하여 직제에 정원을 규정하여 그 범위 내에서 실국별 정원을 배정한다.
조직 및 정원 운영의 자율성을 보장하고 합리화를 도모하기 위해 행정안전부 장관이 지정하는 행정기관은 인건비 총액의 범위 안에서 조직·정원을 운영하는 총액인건비제를 운영할 수 있다.
국가공무원의 총정원은 대통령령에 의해 규정되어 관리되며 현재 총정원은 329,503명이다.

## 중앙행정기관의 변천
| 정부        | 날짜   | 날짜      | 행정기관 수 | 행정기관 수 | 행정기관 수 | 행정기관 수 | 행정기관 수 | 행정기관 수 | 변경 사항 | 변경 사항                 | 비고                                                          | 비고 |
| 정부        | 연도   | 월일      | 원          | 부          | 처          | 청          | 실          | 위원회      | 주요 변경 내용 | 근거 법령                 | 비고                                                          | 비고 |
| ----------- | ------ | --------- | ----------- | ----------- | ----------- | ----------- | ----------- | ----------- | --- | ------------------------- | ------------------------------------------------------------- | ---- |
| 제1공화국   | 1948년 | 7월 17일  | -           | 11          | 4           | -           | -           | 3           | - 부: 내무부·외무부·국방부·재무부·법무부·문교부·농림부·상공부·사회부·교통부·체신부 - 처: 총무처·공보처·법제처·기획처 - 위원회: 고시위원회·감찰위원회·경제위원회 | 법률 제1호                |                                                               |      |
| 제1공화국   | 1948년 | 12월 4일  | 1           | 11          | 4           | -           | -           | 3           | - 심계원 신설 | 법률 제12호               |                                                               |      |
| 제1공화국   | 1949년 | 4월 15일  | 1           | 12          | 4           | -           | -           | 3           | - 보건부 신설 | 법률 제22호               |                                                               |      |
| 제1공화국   | 1949년 | 12월 10일 | 1           | 12          | 5           | -           | -           | 3           | - 외자구매처 신설 | 법률 제72호               |                                                               |      |
| 제1공화국   | 1949년 | 12월 19일 | 1           | 12          | 5           | 1           | -           | 3           | - 관재청 신설 | 법률 제74호               |                                                               |      |
| 제1공화국   | 1949년 | 12월 20일 | 1           | 12          | 5           | 2           | -           | 3           | - 검찰청 신설 | 법률 제81호               | 이전부터 존재하던 검찰청의 법적 근거 마련                     |      |
| 제1공화국   | 1955년 | 2월 7일   | 2           | 12          | -           | 4           | 2           | 1           | - 감찰원 신설 - 부흥부 신설, 사회부와 보건부를 보건사회부로 통합 - 외자구매처·총무처·공보처·법제처·기획처 폐지 - 관재청 폐지, 전매청·외자청·해무청 신설 - 공보실·법제실 신설 - 고시위원회·감찰위원회·경제위원회 폐지, 부흥위원회 신설 | 법률 제354호              | 부의 순서를 외무·내무·재무·법무·국방의 순으로 변경            |      |
| 제1공화국   | 1958년 | 3월 11일  | 3           | 12          | -           | 4           | 2           | 1           | - 원자력원 신설 | 법률 제483호              |                                                               |      |
| 제2공화국   | 1960년 | 7월 1일   | 2           | 12          | 1           | 4           | -           | 3           | - 감찰원 폐지 - 국무원사무처 신설 - 공보실·법제실 폐지 - 감찰위원회·공안위원회 신설 | 법률 제552호              |                                                               |      |
| 제2공화국   | 1961년 | 6월 10일  | 2           | 13          | 1           | 4           | -           | 3           | - 중앙정보부 신설 | 법률 제619호              |                                                               |      |
| 제2공화국   | 1961년 | 6월 16일  | 2           | 13          | 1           | 4           | -           | 2           | - 부흥부를 건설부로 개편 - 부흥위원회 폐지 | 국가재건최고희의령 제14호 |                                                               |      |
| 제2공화국   | 1961년 | 6월 22일  | 2           | 14          | 1           | 4           | -           | 2           | - 공보부 신설 | 법률 제631호              |                                                               |      |
| 제2공화국   | 1961년 | 7월 5일   | 2           | 14          | 1           | 5           | -           | 2           | - 군사원호청 신설 | 법률 제647호              |                                                               |      |
| 제2공화국   | 1961년 | 7월 12일  | 2           | 14          | 1           | 5           | -           | 2           | - 국무원사무처를 내각사무처로 개편 | 법률 제655호              |                                                               |      |
| 제2공화국   | 1961년 | 7월 22일  | 3           | 13          | 1           | 6           | -           | 3           | - 경제기획원 신설 - 건설부를 국토건설청으로 개편 - 중앙경제위원회 신설 | 법률 제660호              | 외자청을 재무부 소속으로 이관                                 |      |
| 제2공화국   | 1961년 | 8월 3일   | 3           | 13(1)       | 1           | 6           | -           | 3           | - 중앙계량국 신설 | 각령 제78호               |                                                               |      |
| 제2공화국   | 1961년 | 8월 22일  | 3           | 13(1)       | 1           | 6           | -           | 2           | - 감찰위원회 폐지 | 법률 제687호              |                                                               |      |
| 제2공화국   | 1961년 | 10월 2일  | 4           | 13(4)       | 2           | 5           | -           | 1           | - 농사원 신설 - 법제처 신설 - 해무청 폐지, 외자청을 조달청으로 개편 - 문화재관리국·표준국·전파관리국 신설 - 공안위원회 폐지 | 법률 제734호              |                                                               |      |
| 제2공화국   | 1961년 | 12월 30일 | 4           | 13(5)       | 2           | 5           | -           | 1           | - 특허국 신설 | 법률 제910호              | 이전부터 존재하던 특허국의 법적 근거 마련                     |      |
| 제2공화국   | 1962년 | 4월 1일   | 3           | 13(5)       | 2           | 6           | -           | 1           | - 농사원을 농촌진흥청으로 개편 | 법률 제1038호             |                                                               |      |
| 제2공화국   | 1962년 | 4월 16일  | 3           | 13(5)       | 3           | 5           | -           | 1           | - 군사원호청을 원호처로 개편 | 법률 제1052호             |                                                               |      |
| 제2공화국   | 1962년 | 6월 18일  | 3           | 14(5)       | 3           | 4           | -           | 1           | - 국토건설청을 건설부로 개편 | 법률 제1092호             |                                                               |      |
| 제2공화국   | 1963년 | 3월 20일  | 3           | 14(5)       | 3           | 4           | -           | 1           | - 심계원을 감사원으로 개편 | 법률 제1286호             |                                                               |      |
| 제2공화국   | 1963년 | 9월 1일   | 3           | 14(6)       | 3           | 6           | -           | 1           | - 노동청·철도청·수로국 신설 | 법률 제1395호             |                                                               |      |
| 제3공화국   | 1963년 | 12월 17일 | 3           | 14(7)       | 3           | 6           | 3           | -           | - 내각사무처를 총무처로 개편 - 조사통계국 신설 - 대통령비서실·국무총리비서실·기획조정실 신설 - 중앙경제위원회 폐지 | 법률 제1506호             | 조사통계국을 내국에서 외국으로 지위 변경                      |      |
| 제3공화국   | 1963년 | 12월 17일 | 3           | 14(7)       | 3           | 6           | 4           | -           | - 대통령경호실 신설 | 법률 제1507호             |                                                               |      |
| 제3공화국   | 1966년 | 2월 28일  | 3           | 14(7)       | 3           | 7           | 4           | -           | - 국세청 신설 | 법률 제1750호             |                                                               |      |
| 제3공화국   | 1966년 | 2월 28일  | 3           | 14(7)       | 3           | 8           | 4           | -           | - 수산청 신설 | 법률 제1752호             |                                                               |      |
| 제3공화국   | 1967년 | 1월 1일   | 3           | 14(7)       | 3           | 9           | 4           | -           | - 산림청 신설 | 법률 제1831호             |                                                               |      |
| 제3공화국   | 1967년 | 3월 30일  | 2           | 14(7)       | 4           | 10          | 4           | -           | - 원자력원을 원자력청으로 개편 - 과학기술처 신설 | 법률 제1947호             |                                                               |      |
| 제3공화국   | 1968년 | 7월 24일  | 3           | 14(7)       | 4           | 10          | 4           | -           | - 국토통일원 신설 - 공보부를 문화공보부로 개편 | 법률 제2041호             | 문화재관리국을 문화공보부 소속으로 이관                       |      |
| 제3공화국   | 1970년 | 8월 3일   | 3           | 14(7)       | 4           | 12          | 5           | -           | - 관세청·병무청 신설 - 무임소장관실 신설 | 법률 제2210호             |                                                               |      |
| 제4공화국   | 1973년 | 1월 15일  | 3           | 14(7)       | 4           | 12          | 6           | 1           | - 행정조정실 신설 - 행정개혁위원회 신설 | 법률 제2437호             |                                                               |      |
| 제4공화국   | 1973년 | 1월 16일  | 3           | 14(5)       | 4           | 14          | 6           | 1           | - 공업진흥청·공업단지관리청 신설 - 중앙계량국·표준국 폐지 | 법률 제2437호             |                                                               |      |
| 제4공화국   | 1973년 | 2월 17일  | 3           | 14(5)       | 4           | 13          | 6           | 1           | - 원자력청 폐지 | 법률 제2437호             |                                                               |      |
| 제4공화국   | 1973년 | 3월 3일   | 3           | 14(5)       | 4           | 13          | 6           | 1           | - 농림부를 농수산부로 개편 | 법률 제2041호             | 산림청을 내무부 소속으로 이관                                 |      |
| 제4공화국   | 1973년 | 5월 14일  | 3           | 14(5)       | 4           | 13          | 6           | 2           | - 중화학공업추진위원회 신설 | 대통령령 제6675호         |                                                               |      |
| 제4공화국   | 1976년 | 1월 31일  | 3           | 14(5)       | 4           | 14          | 6           | 2           | - 항만청 신설 | 법률 제2210호             |                                                               |      |
| 제4공화국   | 1977년 | 3월 12일  | 3           | 14(4)       | 4           | 14          | 6           | 2           | - 공업단지관리청 폐지 - 특허국을 특허청으로 개편 | 법률 제2957호             | 조달청을 경제기획원 소속으로 이관                             |      |
| 제4공화국   | 1977년 | 12월 16일 | 3           | 14(4)       | 4           | 14          | 6           | 2           | - 항만청을 해운항만청으로 개편 | 법률 제3011호             |                                                               |      |
| 제4공화국   | 1978년 | 1월 1일   | 3           | 15(4)       | 4           | 14          | 6           | 2           | - 동력자원부 신설 | 법률 제3011호             |                                                               |      |
| 제4공화국   | 1979년 | 1월 1일   | 3           | 15(4)       | 4           | 14          | 6           | 3           | - 특정지역종합개발추진위원회 신설 | 대통령령 제9216호         |                                                               |      |
| 제4공화국   | 1980년 | 1월 1일   | 3           | 15(4)       | 4           | 15          | 6           | 3           | - 환경청 신설 | 법률 제3220호             |                                                               |      |
| 제5공화국   | 1980년 | 9월 16일  | 3           | 15(4)       | 4           | 15          | 6           | 2           | - 중화학공업추진위원회 폐지 | 대통령령 제9996호         |                                                               |      |
| 제5공화국   | 1980년 | 10월 28일 | 3           | 15(4)       | 4           | 15          | 6           | 3           | - 사회정화위원회 신설 | 대통령령 제10054호        |                                                               |      |
| 제5공화국   | 1981년 | 4월 8일   | 3           | 16(4)       | 4           | 14          | 6           | 3           | - 노동청을 노동부로 개편 - 중앙정보부를 국가안전기획부로 개편 - 무임소장관실을 정무장관실로 개편 | 법률 제3422호             |                                                               |      |
| 제5공화국   | 1981년 | 12월 31일 | 3           | 16(4)       | 4           | 14          | 5           | 2           | - 기획조정실 폐지 - 행정개혁위원회 폐지 | 법률 제3518호             |                                                               |      |
| 제5공화국   | 1982년 | 1월 1일   | 3           | 16(3)       | 4           | 14          | 5           | 2           | - 전파관리국 폐지 | 법률 제3518호             | 전파관리국을 체신부의 내국으로 흡수                           |      |
| 제5공화국   | 1982년 | 3월 20일  | 3           | 17(3)       | 4           | 14          | 5           | 2           | - 체육부 신설 | 법률 제3540호             |                                                               |      |
| 제5공화국   | 1983년 | 1월 27일  | 3           | 17(3)       | 4           | 14          | 5           | 3           | - 해외협력위원회 신설 | 대통령령 제11032호        |                                                               |      |
| 제5공화국   | 1985년 | 1월 1일   | 3           | 17(3)       | 4           | 14          | 5           | 3           | - 원호처를 국가보훈처로 개편 | 법률 제3734호             |                                                               |      |
| 제5공화국   | 1986년 | 3월 8일   | 3           | 17(3)       | 4           | 14          | 5           | 2           | - 해외협력위원회 폐지 | 대통령령 제11864호        |                                                               |      |
| 제5공화국   | 1987년 | 1월 1일   | 3           | 17(3)       | 4           | 14          | 5           | 2           | - 농수산부를 농림수산부로 개편 | 법률 제3854호             | 산림청을 농림수산부 소속으로 이관                             |      |
| 제5공화국   | 1987년 | 4월 1일   | 3           | 17(3)       | 4           | 13          | 5           | 2           | - 전매청 폐지 | 법률 제3854호             |                                                               |      |
| 노태우 정부 | 1989년 | 2월 28일  | 3           | 17(3)       | 4           | 13          | 5           | 1           | - 사회정화위원회 폐지 | 대통령령 제12630호        |                                                               |      |
| 노태우 정부 | 1990년 | 1월 3일   | 3           | 17(3)       | 6           | 12          | 5           | 1           | - 환경청을 환경처로 개편 - 문화공보부를 문화부와 공보처로 분리 | 법률 제4183호             |                                                               |      |
| 노태우 정부 | 1990년 | 12월 27일 | 3           | 17(2)       | 6           | 14          | 5           | 1           | - 국토통일원을 통일원으로 개편 - 문교부를 교육부로, 체육부를 체육청소년부로 개편 - 조사통계국을 통계청으로 개편하고 기상청을 신설 | 법률 제4268호             |                                                               |      |
| 노태우 정부 | 1991년 | 7월 31일  | 3           | 17(2)       | 6           | 15          | 5           | 1           | - 경찰청 신설 | 법률 제4268호             |                                                               |      |
| 김영삼 정부 | 1993년 | 3월 6일   | 3           | 15(2)       | 6           | 15          | 5           | 1           | - 문화부와 체육청소년부를 문화체육부로 통합 - 상공부와 동력자원부를 상공자원부로 통합 | 법률 제4541호             |                                                               |      |
| 김영삼 정부 | 1994년 | 9월 26일  | 3           | 15(2)       | 6           | 15          | 5           | -           | - 특정지역종합개발추진위원회 폐지 | 대통령령 제14388호        |                                                               |      |
| 김영삼 정부 | 1994년 | 12월 23일 | 3           | 14(2)       | 5           | 15          | 5           | 1           | - 경제기획원과 재무부를 재정경제원으로 통합 - 건설부와 교통부를 건설교통부로 통합 - 상공자원부를 통상산업부로, 체신부를 정보통신부로 개편 - 보건사회부를 보건복지부로, 환경처를 환경부로 개편 - 공정거래위원회 신설 | 법률 제4831호             | 공정거래위원회를 소속기관에서 국가행정기관으로 지위 변동      |      |
| 김영삼 정부 | 1996년 | 2월 9일   | 3           | 14(2)       | 5           | 15          | 5           | 1           | - 공업진흥청을 중소기업청으로 개편 | 법률 제3011호             |                                                               |      |
| 김영삼 정부 | 1996년 | 8월 8일   | 3           | 15(1)       | 5           | 14          | 5           | 1           | - 수로국·수산청·해운항만청을 해양수산부로 통합 - 농림수산부를 농림부로 개편 - 해양경찰청 신설 | 법률 제5153호             | 해양경찰청을 소속기관에서 국가행정기관으로 지위 변동          |      |
| 김대중 정부 | 1998년 | 2월 28일  | 1           | 18(1)       | 2           | 16          | 5           | 4           | - 재정경제원을 재정경제부로, 통일원을 통일부로 개편 - 내무부와 총무처를 행정자치부로 통합 - 과학기술처를 과학기술부로, 외무부를 외교통상부로 개편 - 문화체육부를 문화관광부로, 통상산업부를 산업자원부로 개편 - 공보처를 공보실로 개편 - 예산청·식품의약품안전청 신설 - 행정조정실을 국무조정실로 개편 - 정무장관실 폐지 - 기획예산위원회·여성특별위원회·중소기업특별위원회 신설 | 법률 제5529호             |                                                               |      |
| 김대중 정부 | 1999년 | 1월 21일  | 2           | 17(1)       | 2           | 16          | 5           | 4           | - 국가안전기획부를 국가정보원으로 개편 | 법률 제5680호             |                                                               |      |
| 김대중 정부 | 1999년 | 5월 24일  | 2           | 17          | 4           | 16          | 4           | 3           | - 기획예산위원회와 예산청을 기획예산처로 통합 - 공보실을 국정홍보처로 개편 - 문화재관리국을 문화재청으로 개편 | 법률 제5983호             |                                                               |      |
| 김대중 정부 | 2001년 | 1월 29일  | 2           | 18          | 4           | 16          | 4           | 2           | - 교육부를 교육인적자원부로 개편 - 여성특별위원회를 여성부로 개편 | 법률 제6400호             |                                                               |      |
| 노무현 정부 | 2004년 | 6월 1일   | 2           | 18          | 4           | 17          | 4           | 2           | - 소방방재청 신설 | 법률 제7186호             |                                                               |      |
| 노무현 정부 | 2005년 | 1월 1일   | 2           | 18          | 4           | 16          | 4           | 2           | - 철도청 폐지 | 법률 제7256호             |                                                               |      |
| 노무현 정부 | 2005년 | 6월 23일  | 2           | 18          | 4           | 16          | 4           | 2           | - 여성부를 여성가족부로 개편 | 법률 제7413호             |                                                               |      |
| 노무현 정부 | 2006년 | 1월 1일   | 2           | 18          | 4           | 17          | 4           | 2           | - 방위사업청 신설 | 법률 제7613호             |                                                               |      |
| 노무현 정부 | 2006년 | 1월 1일   | 2           | 18          | 4           | 18          | 4           | 2           | - 행정중심복합도시건설청 신설 | 법률 제7391호             |                                                               |      |
| 이명박 정부 | 2008년 | 2월 29일  | 2           | 15          | 2           | 18          | 3           | 4           | - 재정경제부와 기획예산처를 기획재정부로, 문화관광부와 국정홍보처를 문화체육관광부로 통합 - 교육인적자원부와 과학기술부를 교육과학기술부로 통합 - 행정자치부를 행정안전부로, 농림부를 농림수산식품부로 개편 - 산업자원부를 지식경제부로, 보건복지부를 보건복지가족부로 개편 - 여성가족부를 여성부로, 건설교통부를 국토해양부로 개편 - 정보통신부·해양수산부 폐지 - 대통령비서실과 대통령경호실을 대통령실로, 국무조정실과 국무총리비서실을 국무총리실로 통합 - 정무장관실 폐지, 특임장관실 신설 - 중소기업특별위원회 폐지, 방송통신위원회·금융위원회·국민권익위원회 신설 | 법률 제8852호             |                                                               |      |
| 이명박 정부 | 2010년 | 3월 19일  | 2           | 15          | 2           | 18          | 3           | 4           | - 보건복지가족부를 보건복지부로, 여성부를 여성가족부로 개편 | 법률 제9932호             |                                                               |      |
| 이명박 정부 | 2010년 | 6월 4일   | 2           | 15          | 2           | 18          | 3           | 4           | - 노동부를 고용노동부로 개편 | 법률 제10339호            |                                                               |      |
| 이명박 정부 | 2011년 | 10월 26일 | 2           | 15          | 2           | 18          | 3           | 5           | - 원자력안전위원회 신설 | 법률 제10912호            |                                                               |      |
| 박근혜 정부 | 2013년 | 3월 23일  | 2           | 17          | 3           | 17          | 5           | 5           | - 교육과학기술부를 미래창조과학부와 교육부로 분리 - 외교통상부를 외교부로, 행정안전부를 안전행정부로 개편 - 농림수산식품부를 농림축산식품부로, 지식경제부를 산업통상자원부로 개편 - 해양수산부 신설 - 대통령실을 대통령비서실과 대통령경호실로, 국무총리실을 국무조정실과 국무총리비서실로 분리 - 특임장관실 폐지, 국가안보실 신설 - 식품의약품안전청을 식품의약품안전처로 개편 | 법률 제11690호            |                                                               |      |
| 박근혜 정부 | 2013년 | 9월 12일  | 2           | 17          | 3           | 18          | 5           | 5           | - 새만금개발청 신설 | 법률 제11542호            |                                                               |      |
| 박근혜 정부 | 2014년 | 11월 19일 | 2           | 17          | 5           | 16          | 5           | 5           | - 안전행정부를 행정자치부로 개편 - 소방방재청·해양경찰청 폐지 - 국민안전처·인사혁신처 신설 | 법률 제12844호            | 부의 순서를 기획재정·교육·미래창조과학의 순으로 변경          |      |
| 문재인 정부 | 2017년 | 7월 26일  | 2           | 18          | 5           | 17          | 4           | 5           | - 대통령경호실을 대통령경호처로 개편 - 미래창조과학부를 과학기술정보통신부로, 행정자치부를 행정안전부로 개편 - 중소기업청을 중소벤처기업부로 개편 - 국민안전처 폐지 - 소방청·해양경찰청 신설 | 법률 제14839호            |                                                               |      |
| 문재인 정부 | 2020년 | 8월 5일   | 2           | 18          | 5           | 17          | 4           | 6           | - 개인정보 보호위원회 신설 | 법률 제16930호            | 개인정보 보호위원회를 소속기관에서 국가행정기관으로 지위 변동 |      |
| 문재인 정부 | 2020년 | 9월 12일  | 2           | 18          | 5           | 18          | 4           | 6           | - 질병관리본부를 질병관리청으로 개편 | 법률 제17472호            |                                                               |      |
| 윤석열 정부 | 2023년 | 6월 5일   | 2           | 19          | 4           | 19          | 4           | 6           | - 국가보훈처를 국가보훈부로 개편 - 재외동포청 신설 | 법률 제19228호            |                                                               |      |
| 윤석열 정부 | 2024년 | 5월 17일  | 2           | 19          | 4           | 19          | 4           | 6           | - 문화재청을 국가유산청으로 개편 | 법률 제20309호            |                                                               |      |
| 윤석열 정부 | 2024년 | 5월 27일  | 2           | 19          | 4           | 20          | 4           | 6           | - 우주항공청 신설 | 법률 제20144호            |                                                               |      |

## 같이 보기
- 대한민국 정부
- 대한민국 국회
- 대한민국 법원
- 대한민국 헌법재판소
- 대한민국의 사법기관
- 특별지방행정기관
- 정부조직법
- 헌법기관
- 독립기관
- 미국 연방 정부
- 중화인민공화국 국무원
- 일본의 행정기관
- 영국 정부
- 중화민국 행정원